# ستيف ماكلولين
ستيف ماكلولين (بالإنجليزية: Steve McLaughlin) هو لاعب كرة قدم أمريكية أمريكي، ولد في 2 أكتوبر 1971 في توسان في الولايات المتحدة.

## وصلات خارجية
- ستيف ماكلولين على موقع مرجع كرة القدم المحترفة.كوم (الإنجليزية)